# Aleochara rufobrunnea
Aleochara rufobrunnea är en skalbaggsart som beskrevs av Jan Klimaszewski 1984. Aleochara rufobrunnea ingår i släktet Aleochara och familjen kortvingar. Inga underarter finns listade i Catalogue of Life.